# Сандбекелс

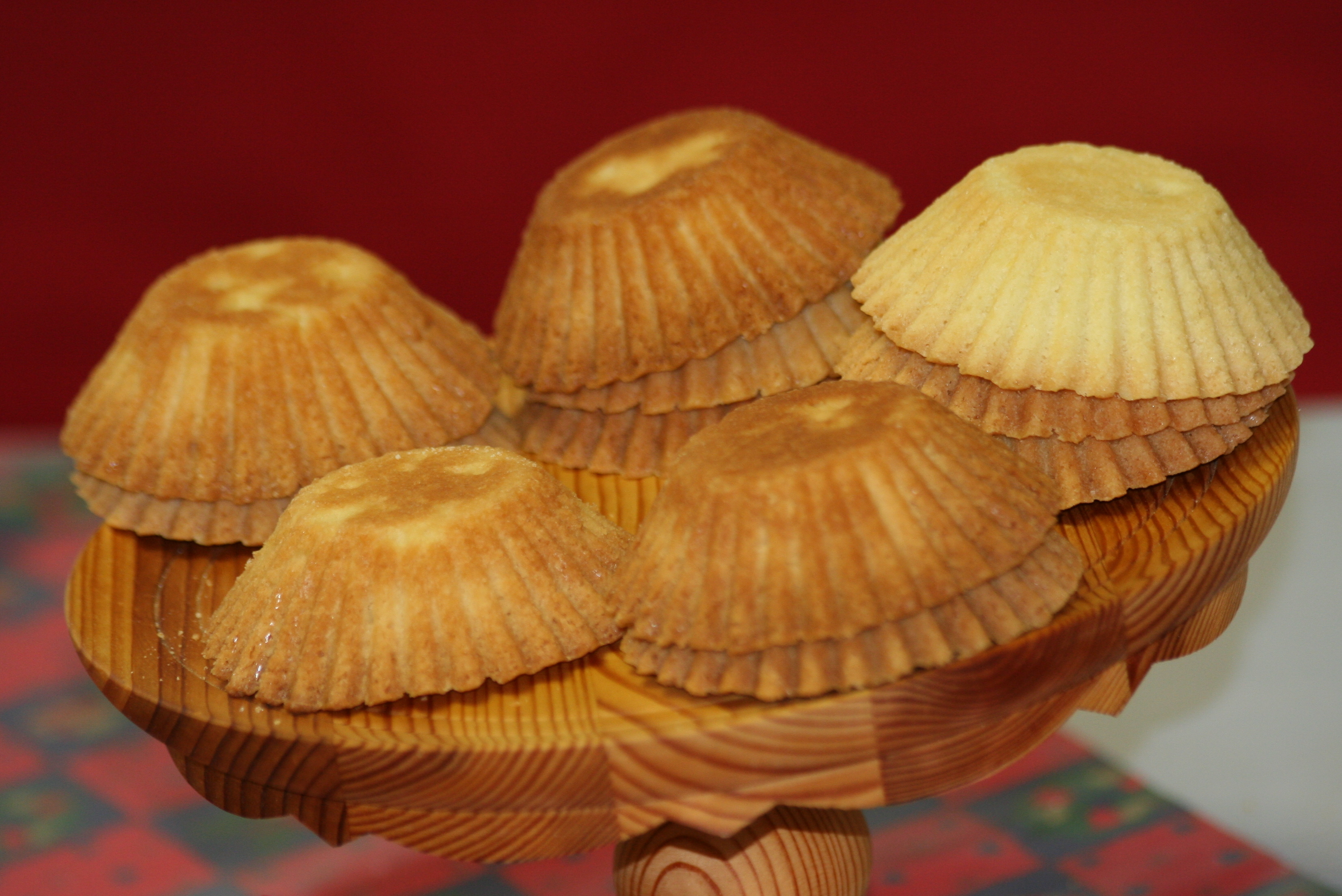
Складений сандбекелс

Сандбекелс, сандбаккелс (що означає пісочне тісто) або сандкакер — тип цукрового печива, яке зазвичай подають на Різдво в Норвегії. Воно також популярно у Фінляндії, де відоме як hiekkahentuset.
Сандбекелс виготовляють із борошна, меленого мигдалю, вершкового масла, яєць, цукру та екстракту мигдалю — можливо, з додаванням ванілі або рідше кардамону. Після того, як тісто вимішане і охолоджене, його пресують у форми з гофрами. Діти віком від двох до трьох років можуть допомогти на цьому етапі, тому для багатьох це перший досвід випічки. Після десяти хвилин у духовці діставати печиво з гарячих форм краще залишити дорослим.
У 1845 році рецепт сандбекелс з'явився в норвезькій кулінарній книзі, але вони не були широко поширені до кінця ХІХ століття. Вони стали популярними пізніше, ніж аналогічний крумкаке, тому що пісочний пекар вимагав дрібного борошна, яке ще не було широко доступним. Емігранти повезли свої банки та рецепти на захід через море, де сандбекелс залишається «старою» різдвяною традицією для багатьох норвезьких американців.